# Aurox

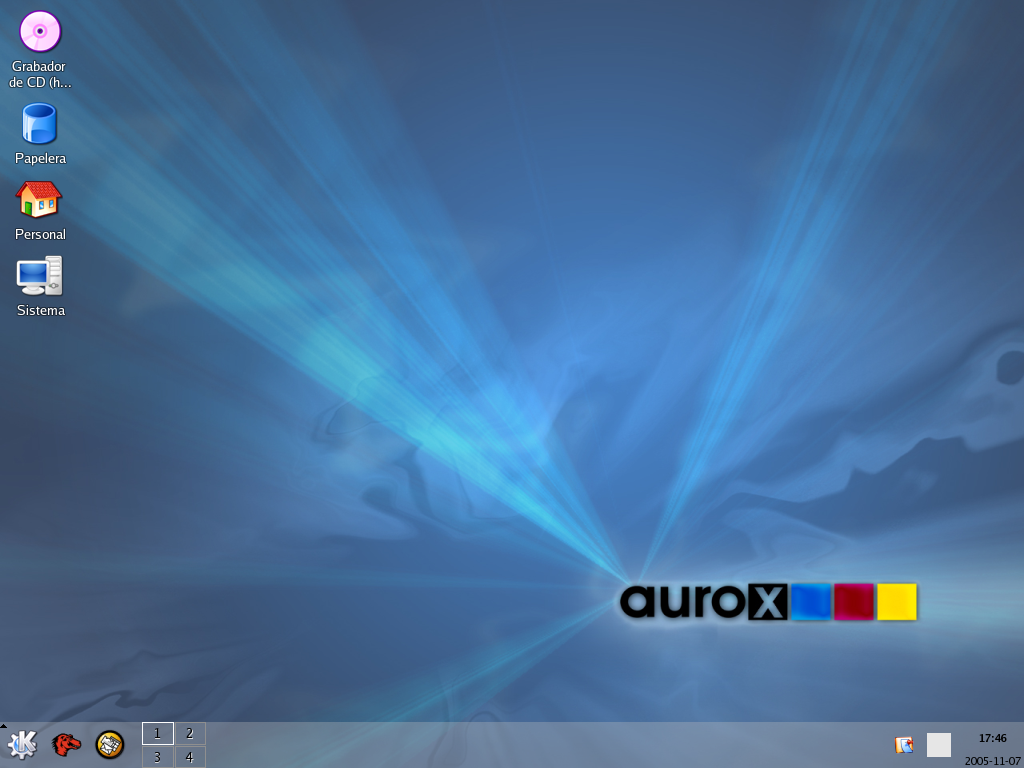
Aurox 11.0

Aurox era o distribuție de Linux bazată pe RPM.

## Legături externe
- Site oficial la Wayback Machine.